# Tubarão-cobre
O Tubarão-cobre  (Carcharhinus brachyurus) é uma espécie de elasmobranchii carcharhiniformes da família carcharhinidae que habita a maior parte do mundo com águas quentes e temperadas.

## Habitat
O Tubarão-Cobre ocupa uma grande variedade de habitats de água doce e salgada. É comprovado que estes animais podem nadar a 100m de profundidade.

## Características
Carcharhinus brachyurus conta com dentes muito afidos, triangulares. Os olhos deste tubarão são relativamente grandes e circulares. Também possuem grandes nadadeiras peitorais com pontas arredondadas. Sua nadadeira caudal tem um protuberância perto da base frontal e, também, esta espécie tem falta de uma barbatana intervertebral. Embora possa se confundir este com demais tubarões, os dentes superiores são realmente diferentes e a falta de barbatana intervertebral. Com uma tonificação entre cinza e cinza-oliva na área dorsal, este tubarão se assemelha aos outros na distribuição de coloração, com cor branca na ventral e peitoral, confundindo as presas e predadores. Com uma dentição superior serrilhada, e inferior afiada. Os nascituros medem cerca de 61 cm, um macho adulto pode chegar a mais de 230cm, enquanto que a fêmea 10cm a mais, tamanho máximo registrado foram 292,1cm. Machos vivem cerca de 12 anos, fêmas, 20. São vivíparos, com um ano de gestação.

## Cadeia Alimentar
Se alimenta de uma grande variedade de cefalópodes (como camarões e polvos) e pequenos peixes. São presas de tubarões maiores. Há dados de que se alimentaram de arraias e peixe-serra. Seres humanos não fazem parte das presas desses, como de nenhum tubarão, os ataques geralmente são acometidos por mordidas testes, sem fatalidade registrada. Pelo contrário, seres humanos caçam essa espécie com certa frequência, sem muitos registros, pensa-se que para consumo.